# Gładyszek mrowiskowy
Gładyszek mrowiskowy (Formicoxenus nitidulus) – gatunek mrówek z podrodziny Myrmicinae.
Gatunek północnopalearktyczny. Jest to mała mrówka żyjąca w gniazdach większych mrówek z rodzaju Formica (Formica rufa, F. lugubris, F. aquilonia, F. polyctena, F. pratensis, F. pressilabris) i korzystająca z ich pożywienia (ksenobioza). Pokarm pobierany jest na drodze trofalaksji. W większych mrowiskach Formica może znajdować się więcej niż jedno gniazdo gładyszka mrowiskowego. Kolonie zwykle monoginiczne (jeśli występuje więcej królowych, to tylko jedna z nich składa jaja), liczące do 150 robotnic. Robotnice koloru żółto-brunatnego z gładkim odwłokiem mają wielkość około 2,7–3,5 mm. Niektóre z robotnic stanowią formy pośrednie między robotnicą a królową.
Okres godowy przypada na lipiec i sierpień, przy czym brak jest lotu godowego – samce są bezskrzydłe – kopulacja odbywa się na powierzchni gniazda. Rójkowe królowe zakładają kolonie w nowych gniazdach mrówek lub mogą wrócić do tego samego mrowiska gospodarza.
Zasiedla Europę, Bliski Wschód i wschodnią część Palearktyki.
Prawdopodobnie występuje w całej Polsce, ale ze względu na ukryty tryb życia rzadko jest znajdywany. Według IUCN gatunek narażony na wyginięcie. Umieszczony na „Czerwonej liście zwierząt zagrożonych i ginących w Polsce” ze statusem gatunku słabo rozpoznanego i o zagrożeniu stwierdzonym, ale bliżej nieokreślonym (DD).